# Sezon snookerowy 1992/1993
Poniższa tabela przedstawia wyniki finałów najważniejszych turniejów snookerowych rozgrywanych w sezonie 1992/93.
| Data                               | Turniej                               | Miejsce rozgrywek                    | Zwycięzca         | Drugie miejsce | Wynik |
| ---------------------------------- | ------------------------------------- | ------------------------------------ | ----------------- | -------------- | ----- |
| Wrzesień/ Październik (tygodniowo) | Pot Black                             | Birmingham (Anglia)                  | Neal Foulds       | James Wattana  | 2–1   |
| Wrzesień                           | Regal Scottish Masters                | Motherwell (Szkocja)                 | Neal Foulds       | Gary Wilkinson | 10–8  |
| Październik                        | Dubai Snooker Classic                 | Dubaj (Zjednoczone Emiraty Arabskie) | John Parrott      | Stephen Hendry | 9–8   |
| Paź 17 – Paź 25                    | Rothmans Grand Prix                   | Reading (Anglia)                     | Jimmy White       | Ken Doherty    | 10–9  |
| Lis 13 – Lis 29                    | Royal Liver Assurance UK Championship | Preston (Anglia)                     | Jimmy White       | John Parrott   | 16–9  |
| Gru 4 – Gru 12                     | World Matchplay                       | Doncaster (Anglia)                   | James Wattana     | Steve Davis    | 9–4   |
| ?                                  | Humo European Open                    | Antwerpia (Belgia)                   | Steve Davis       | Stephen Hendry | 10–4  |
| Sty ?? - Lut 6                     | Regal Welsh Open                      | Newport (Walia)                      | Ken Doherty       | Alan McManus   | 9–6   |
| Lut 7 – Lut 14                     | Benson and Hedges Masters             | Wembley (Anglia)                     | Stephen Hendry    | James Wattana  | 9–8   |
| Lut ?? - Mar 6                     | British Open                          | Derby (Anglia)                       | Steve Davis       | James Wattana  | 10–2  |
| Marzec                             | Nescafé Extra Challenge               | Bangkok (Tajlandia)                  | Ronnie O’Sullivan | James Wattana  | 5–0   |
| Marzec                             | Asian Open                            | Bangkok (Tajlandia)                  | Dave Harold       | Darren Morgan  | 9–3   |
| Marzec                             | Benson and Hedges Irish Masters       | Dublin (Irlandia)                    | Steve Davis       | Alan McManus   | 9–4   |
| Kwi ?? - Kwi 9                     | Sky Sports International Open         | Plymouth (Anglia)                    | Stephen Hendry    | Steve Davis    | 10–6  |
| Kwi 17 – Maj 3                     | Mistrzostwa świata                    | Sheffield (Anglia)                   | Stephen Hendry    | Jimmy White    | 18–5  |
| Cały sezon                         | European League Snooker               | Bristol, (Anglia)                    | Jimmy White       | Alan McManus   | 10–7  |

1. ↑  wynik meczu O’Sullivan – Wattana, w turnieju walczył każdy z każdym